# Boletina lapponica
Boletina lapponica är en tvåvingeart som beskrevs av Polevoi och Hedmark 2004. Boletina lapponica ingår i släktet Boletina och familjen svampmyggor.
Artens utbredningsområde är Sverige. Arten är reproducerande i Sverige. Inga underarter finns listade i Catalogue of Life.